# Philip Bernard
Philip Bernard (n. 5 februarie 1890, Greater London, Anglia, Regatul Unit al Marii Britanii și Irlandei – d. 15 iulie 1975, Guadalajara, Jalisco, Mexic) a fost un luptător ce a reprezentat Regatul Unit al Marii Britanii și al Irlandei de Nord, medaliat olimpic. A participat la o ediție a Jocurilor Olimpice (1920) în care a câștigat o medalie de bronz.

## Participări
Lista de mai jos prezintă principalele competiții la care a participat Philip Bernard de-a lungul carierei.
- wrestling at the 1920 Summer Olympics – men's freestyle featherweight[*]